# Список керівників держав 130 року
Список керівників держав 130 року — це перелік правителів країн світу 130 року
Список керівників держав 129 року — 130 рік — Список керівників держав 131 року — Список керівників держав за роками

## Європа
- Боспорська держава — цар Котіс II (123-132)
- Ірландія — верховний король Конн Сто Битв (Конн Кетхехех мак Федлімід Рехтмар) (122-157)
- Римська імперія
  - імператор Адріан (117-138)
  - консул Квінт Фабій Катуллін (130)
  - консул Марк Флавій Апер (130)

## Азія
- Близький Схід
  - Бану Джурам (Мекка) — шейх Мухад I аль-Акбар (106-136)
  - Велика Вірменія — цар Вагарш I (116-144)
  - Хим'яр — цар Ватар Юхамін (125-135)
  - Осроена — цар Ману VII (123-139)
- Диньяваді — Сірі Яза (111-146)
- Іберійське царство — цар Фарсман II (116-132)
- Індія
  - Західні Кшатрапи — махакшатрап Рудрадаман I (130-150)
  - Кушанська імперія — великий імператор Канішка I (127-147)
  - Царство Сатаваханів — магараджа Гаутаміпутра Сатакарні Сатавахана (112-136)
- Китай
  - Династія Хань — імператор Лю Бао (Шунь-ді) (125-144)
    - вождь племінного союзу південних сяньбі Цічжіцзянь (120—133)
    - шаньюй південних хунну Цюйтежоші Чжуцзю (128—140)
- Корея
  - Когурьо — тхеван (король) Тхеджохо (53-146)
  - Пекче — король Керу (128-166)
  - Сілла — ісагим (король) Чіма (112-134)
- Лазіка — цар Малаз (бл. 130)
- Персія
  - Парфія — шах Вологез II (105-147) правив на сході, а Мітрідат IV на заході (129-147)
- Сипау (Онг Паун) — Сау Кам Кяу (127-207)
- плем'я Хунну — шаньюй (вождь) Сюлі (Цюйте Жоши Чжуцзю) (128-140)
- Японія — тенно (імператор) Кейко (71-130)

## Африка
- Царство Куш — цар Аритеніесбехе (108-132)